# Leverella institutiimperialis
Leverella institutiimperialis är en tvåvingeart som beskrevs av Baranov 1934. Leverella institutiimperialis ingår i släktet Leverella och familjen parasitflugor. Inga underarter finns listade i Catalogue of Life.